# Grasshopper Club Zürich 2001-2002
Questa voce raccoglie le informazioni riguardanti il Grasshopper Club Zürich nelle competizioni ufficiali della stagione 2001-2002.

## Stagione
Nella stagione 2001-2002 il Grasshoppers, allenato da Hans-Peter Zaugg, concluse il campionato di Lega Nazionale A al 3º posto. Il Grasshoppers concluse il girone di play-off al 2º posto. In Champions League il Grasshoppers fu eliminato al terzo turno di qualificazione dal Porto. In Coppa UEFA il Grasshoppers fu eliminato al terzo turno dal Leeds Utd. 

## Rosa
| N. |                     | Ruolo | Calciatore         |
| -- | ------------------- | ----- | ------------------ |
| 1  | Svizzera (bandiera) | P     | Stefan Huber       |
| 2  | Svizzera (bandiera) | D     | Mario Schnyder     |
| 3  | Svizzera (bandiera) | D     | Bruno Berner       |
| 4  | Svizzera (bandiera) | D     | Luca Denicolá      |
| 5  | Svizzera (bandiera) | D     | Marc Hodel         |
| 6  | Svizzera (bandiera) | D     | Boris Smiljanić    |
| 7  | Romania (bandiera)  | C     | Mihai Tararache    |
| 8  | Brasile (bandiera)  | A     | Eduardo            |
| 9  | Svizzera (bandiera) | A     | Stéphane Chapuisat |
| 10 | Croazia (bandiera)  | C     | Mate Baturina      |
| 11 | Svizzera (bandiera) | C     | Andres Gerber      |
| 14 | Svizzera (bandiera) | D     | Roland Schwegler   |
| 15 | Svizzera (bandiera) | C     | Ricardo Cabanas    |
| 16 | Svizzera (bandiera) | D     | Pascal Castillo    |
| 17 | Svizzera (bandiera) | D     | Christoph Spycher  |

| N. |                          | Ruolo | Calciatore           |
| -- | ------------------------ | ----- | -------------------- |
| 18 | Liechtenstein (bandiera) | P     | Peter Jehle          |
| 19 | Croazia (bandiera)       | A     | Mladen Petrić        |
| 20 | Italia (bandiera)        | C     | Luca Ippoliti        |
| 21 | Svizzera (bandiera)      | C     | Manuel Bühler        |
| 22 | Uruguay (bandiera)       | A     | Gerardo Morales      |
| 23 | Svizzera (bandiera)      | D     | Stephan Lichtsteiner |
| 24 | Haiti (bandiera)         | D     | Kim Jaggy            |
| 25 | Uruguay (bandiera)       | C     | Richard Núñez        |
| 26 | Zimbabwe (bandiera)      | A     | Benjani              |
| 27 | Svizzera (bandiera)      | P     | Fabrice Borer        |
| 28 | Tunisia (bandiera)       | D     | Yassine Mikari       |
| 29 | Svizzera (bandiera)      | C     | Baykal Kulaksızoğlu  |
| 30 | Svizzera (bandiera)      | P     | Diego Benaglio       |
| 33 | Svizzera (bandiera)      | A     | Fabio Digenti        |
| 36 | Turchia (bandiera)       | A     | Önder Çengel         |

## Organigramma societario
Area tecnica
- Allenatore: Marcel Koller
- Allenatore in seconda: Maurizio Jacobacci
- Preparatore dei portieri:
- Preparatori atletici:

## Calciomercato

### Sessione estiva
| Acquisti | Acquisti | Acquisti | Acquisti |
| R.       | Nome     | da       | Modalità |
| -------- | -------- | -------- | -------- |

| Cessioni | Cessioni | Cessioni | Cessioni |
| R.       | Nome     | a        | Modalità |
| -------- | -------- | -------- | -------- |

### Sessione invernale
| Acquisti | Acquisti | Acquisti | Acquisti |
| R.       | Nome     | da       | Modalità |
| -------- | -------- | -------- | -------- |

| Cessioni | Cessioni | Cessioni | Cessioni |
| R.       | Nome     | a        | Modalità |
| -------- | -------- | -------- | -------- |

## Risultati

### Lega Nazionale A

#### andata
| Arbitro: | Wildhaber |

|         |           |  |
| Diop 3’ | Marcatori |  |

| Arbitro: | Nobs |

|                                              |           |                                    |
| Bastida 14’ Magnin 31’, 64’ Giménez 34’, 41’ | Marcatori | 63’ (rig.) Núñez 67’, 71’ Ippoliti |

| Arbitro: | Busacca |

|              |           |              |
| Ippoliti 42’ | Marcatori | 90’ Sermeter |

| Arbitro: | Schmid |

|                                                          |           |  |
| Petrić 51’, 57’ Chapuisat 53’ (rig.), 72’, 90’ Núñez 68’ | Marcatori |  |

| Arbitro: | Leuba |

|                              |           |               |
| Tcheutchoua 35’ Djurisic 90’ | Marcatori | 15’ Chapuisat |

| Arbitro: | Bertolini |

|                                                      |           |          |
| Tararache 9’ Petrić 27’ Núñez 66’, 71’, 74’ Diop 78’ | Marcatori | 29’ Gane |

| Arbitro: | Etter |

|          |           |          |
| Frei 78’ | Marcatori | 26’ Diop |

| Arbitro: | Sowa |

|                  |           |               |
| Núñez 90’ (rig.) | Marcatori | 5’, 30’ Thiaw |

| Arbitro: | Rutz |

|             |           |                                      |
| Chassot 59’ | Marcatori | 11’ Núñez 72’ Chapuisat 79’ Ippoliti |

| Arbitro: | Beck |

|           |           |  |
| Núñez 33’ | Marcatori |  |

| Arbitro: | Wildhaber |

|                   |           |                                                  |
| Tachie-Mensah 77’ | Marcatori | 20’, 83’ (rig.) Núñez 38’ Chapuisat 71’ Ippoliti |

#### ritorno
| Arbitro: | Lehner |

|                   |           |  |
| Wojciechowski 90’ | Marcatori |  |

| Arbitro: | Leuba |

|                                |           |                                          |
| Chapuisat 23’ Núñez 43’ (rig.) | Marcatori | 18’, 26’, 58’ Rossi 44’ Sutter 90’ Caíco |

| Arbitro: | Schluchter |

|               |           |                                   |
| Petrosyan 78’ | Marcatori | 6’ Núñez 75’ Spycher 90’ Castillo |

| Arbitro: | Rogalla |

|                        |           |            |
| Monteiro 8’ Varela 81’ | Marcatori | 47’ Petrić |

| Arbitro: | Circhetta |

|  |           |                           |
|  | Marcatori | 57’ Ojong 69’, 82’ Poueys |

| San Gallo 27 ottobre 2001, ore 16:45 CEST 17ª giornata | San Gallo | 0 – 0 referto | Grasshoppers | Stadio Espenmoos (11 300 spett.)\| Arbitro: \| Nobs \| |
| Arbitro:                                               | Nobs      |               |              |                                                        |

| Arbitro: | Salm |

|                                    |           |  |
| Ippoliti 19’ Núñez 73’ (rig.), 82’ | Marcatori |  |

| Arbitro: | Bertolini |

|                             |           |                                             |
| Simon 5’ Leandro 87’ (rig.) | Marcatori | 4’ Cabanas 15’ Benjani 61’ Núñez 90’ Petrić |

| Zurigo 25 novembre 2001, ore 16:15 CET 20ª giornata | Grasshoppers | 0 – 0 referto | Zurigo | Hardturm (11 800 spett.)\| Arbitro: \| Schluchter \| |
| Arbitro:                                            | Schluchter   |               |        |                                                      |

| Arbitro: | Beck |

|                                      |           |                                          |
| Yakın 7’ Giménez 39’, 74’ Varela 80’ | Marcatori | 12’ Diop 15’, 65’ Cabanas 38’, 49’ Núñez |

| Arbitro: | Meier |

|                                               |           |                   |
| Castillo 15’ Chapuisat 69’, 89’ Schwegler 90’ | Marcatori | 75’ Tachie-Mensah |

### Play-off

#### andata
| Arbitro: | Nobs |

|                   |           |                       |
| Imhof 6’ Gane 22’ | Marcatori | 14’ Eduardo 72’ Núñez |

| Arbitro: | Wildhaber |

|               |           |               |
| Chapuisat 69’ | Marcatori | 57’ Vardanyan |

| Arbitro: | Leuba |

|            |           |  |
| Biaggi 88’ | Marcatori |  |

| Arbitro: | Meier |

|                                     |           |  |
| Hodel 40’ Chapuisat 44’ Eduardo 69’ | Marcatori |  |

| Arbitro: | Beck |

|            |           |                                                       |
| Robert 43’ | Marcatori | 45’ Schwegler 57’, 72’ Núñez 70’ Eduardo 78’ Baturina |

| Arbitro: | Busacca |

|           |           |  |
| Núñez 67’ | Marcatori |  |

| Arbitro: | Leuba |

|                  |           |  |
| Núñez 74’ (rig.) | Marcatori |  |

#### ritorno
| Arbitro: | Petignat |

|  |           |                        |
|  | Marcatori | 22’ Petrić 88’ Cabanas |

| Arbitro: | Nobs |

|                                                 |           |           |
| Yakın 1’ Giménez 46’ Yakın 87’ (rig.) Ergić 89’ | Marcatori | 15’ Hodel |

| Arbitro: | Lehner |

|                |           |                         |
| Núñez 12’, 49’ | Marcatori | 14’ Comisetti 72’ Oruma |

| Arbitro: | Meier |

|                   |           |               |
| Iodice 52’ (rig.) | Marcatori | 38’ Chapuisat |

| Arbitro: | Wildhaber |

|                       |           |            |
| Núñez 79’ Cabanas 90’ | Marcatori | 63’ Magnin |

| Arbitro: | Busacca |

|            |           |                                      |
| Rochat 63’ | Marcatori | 29’ Petrić 84’ Mikari 90’, 90’ Núñez |

| Arbitro: | Bertolini |

|                                     |           |                               |
| Eduardo 18’ Núñez 28’ Chapuisat 68’ | Marcatori | 6’ Walker 49’ Bieli 55’ Imhof |

### Champions League

#### Fase di qualificazione
| Arbitro: | Micheľ |

|                        |           |                      |
| Paredes 6’ Postiga 59’ | Marcatori | 50’ Núñez 57’ Petrić |

| Arbitro: | Dougal |

|                          |           |                                  |
| Petrić 78’ Chapuisat 87’ | Marcatori | 14’ Clayton 43’ Capucho 80’ Deco |

### Coppa UEFA
| Arbitro: | Koren |

|                     |           |                                     |
| Mihalcea 84’ (rig.) | Marcatori | 28’ Chapuisat 81’ Benjani 87’ Núñez |

| Arbitro: | Liba |

|                                        |           |                     |
| Baturina 18’ Chapuisat 21’ Morales 87’ | Marcatori | 52’ (rig.) Mihalcea |

| Arbitro: | Kasnaferis |

|                                |           |           |
| Núñez 29’, 33’, 90’ Petrić 57’ | Marcatori | 70’ Polak |

| Arbitro: | Hanacsek |

|                                           |           |                           |
| van der Laan 35’, 79’ Cairo 45’ Brazi 61’ | Marcatori | 79’ Chapuisat 85’ Benjani |

| Arbitro: | Batista |

|               |           |                     |
| Chapuisat 17’ | Marcatori | 73’ Harte 80’ Smith |

| Arbitro: | De Bleeckere |

|                      |           |                |
| Kewell 19’ Keane 45’ | Marcatori | 42’, 89’ Núñez |

## Statistiche

### Statistiche di squadra
| Competizione     | Punti | In casa | In casa | In casa | In casa | In casa | In casa | In trasferta | In trasferta | In trasferta | In trasferta | In trasferta | In trasferta | Totale | Totale | Totale | Totale | Totale | Totale | DR  |
| Competizione     | Punti | G       | V       | N       | P       | Gf      | Gs      | G            | V            | N            | P            | Gf           | Gs           | G      | V      | N      | P      | Gf     | Gs     | DR  |
| ---------------- | ----- | ------- | ------- | ------- | ------- | ------- | ------- | ------------ | ------------ | ------------ | ------------ | ------------ | ------------ | ------ | ------ | ------ | ------ | ------ | ------ | --- |
| Lega Nazionale A | 37    | 11      | 6       | 2       | 3       | 25      | 13      | 11           | 5            | 2            | 4            | 25           | 20           | 22     | 11     | 4      | 7      | 50     | 33     | +17 |
| Play-off         | -     | 7       | 4       | 3       | 0       | 13      | 7       | 7            | 3            | 2            | 2            | 15           | 10           | 14     | 7      | 5      | 2      | 28     | 17     | +11 |
| Champions League | -     | 1       | 0       | 0       | 1       | 2       | 3       | 1            | 0            | 1            | 0            | 2            | 2            | 2      | 0      | 1      | 1      | 4      | 5      | -1  |
| Coppa UEFA       | -     | 3       | 2       | 0       | 1       | 8       | 4       | 3            | 1            | 1            | 1            | 7            | 7            | 6      | 3      | 1      | 2      | 15     | 11     | +4  |
| Totale           | 37    | 22      | 12      | 5       | 5       | 48      | 27      | 22           | 9            | 6            | 7            | 49           | 39           | 44     | 21     | 11     | 12     | 97     | 66     | +31 |

### Andamento in campionato
| Giornata  | 1 | 2 | 3 | 4 | 5 | 6 | 7 | 8 | 9 | 10 | 11 | 12 | 13 | 14 | 15 | 16 | 17 | 18 | 19 | 20 | 21 | 22 |
| --------- | - | - | - | - | - | - | - | - | - | -- | -- | -- | -- | -- | -- | -- | -- | -- | -- | -- | -- | -- |
| Luogo     | C | T | C | C | T | C | T | C | T | C  | T  | T  | C  | T  | T  | C  | T  | C  | T  | C  | T  | C  |
| Risultato | V | P | N | V | P | V | N | P | V | V  | V  | P  | P  | V  | P  | P  | N  | V  | V  | N  | V  | V  |
| Posizione | 4 | 7 | 7 | 3 | 5 | 3 | 5 | 7 | 4 | 2  | 1  | 2  | 6  | 4  | 5  | 7  | 7  | 6  | 5  | 6  | 4  | 3  |

Legenda:

Luogo: C = Casa; T = Trasferta. Risultato: V = Vittoria; N = Pareggio; P = Sconfitta.

### Statistiche dei giocatori
| Giocatore       | Lega Nazionale A | Lega Nazionale A | Lega Nazionale A | Lega Nazionale A | Champions League Qual. | Champions League Qual. | Champions League Qual. | Champions League Qual. | Coppa UEFA | Coppa UEFA | Coppa UEFA  | Coppa UEFA | Totale   | Totale | Totale      | Totale     |
| Giocatore       | Presenze         | Reti             | Ammonizioni      | Espulsioni       | Presenze               | Reti                   | Ammonizioni            | Espulsioni             | Presenze   | Reti       | Ammonizioni | Espulsioni | Presenze | Reti   | Ammonizioni | Espulsioni |
| --------------- | ---------------- | ---------------- | ---------------- | ---------------- | ---------------------- | ---------------------- | ---------------------- | ---------------------- | ---------- | ---------- | ----------- | ---------- | -------- | ------ | ----------- | ---------- |
| M. Baturina     | 10               | 0                | 1                | 0                | 0                      | 0                      | 0                      | 0                      | 3          | 1          | 0           | 0          | 13       | 1      | 1           | 0          |
| D. Benaglio     | 0                | 0                | 0                | 0                | 0                      | 0                      | 0                      | 0                      | 0          | 0          | 0           | 0          | 0        | 0      | 0           | 0          |
| B. Benjani      | 16               | 1                | 2                | 0                | 2                      | 0                      | 0                      | 0                      | 5          | 2          | 0           | 0          | 23       | 3      | 2           | 0          |
| B. Berner       | 10               | 0                | 0                | 0                | 2                      | 0                      | 0                      | 0                      | 1          | 0          | 0           | 0          | 13       | 0      | 0           | 0          |
| F. Borer        | 14               | 0                | 1                | 0                | 0                      | 0                      | 0                      | 0                      | 0          | 0          | 0           | 0          | 14       | 0      | 1           | 0          |
| M. Bühler       | 1                | 0                | 0                | 0                | 0                      | 0                      | 0                      | 0                      | 0          | 0          | 0           | 0          | 1        | 0      | 0           | 0          |
| R. Cabanas      | 11               | 3                | 1                | 0                | 1                      | 0                      | 0                      | 0                      | 3          | 0          | 0           | 0          | 15       | 3      | 1           | 0          |
| P. Castillo     | 16               | 2                | 2                | 0                | 2                      | 0                      | 2                      | 0                      | 4          | 0          | 0           | 0          | 22       | 2      | 4           | 0          |
| S. Chapuisat    | 19               | 9                | 2                | 0                | 1                      | 1                      | 0                      | 0                      | 5          | 4          | 0           | 0          | 25       | 14     | 2           | 0          |
| L. Denicolá     | 0                | 0                | 0                | 0                | 0                      | 0                      | 0                      | 0                      | 0          | 0          | 0           | 0          | 0        | 0      | 0           | 0          |
| F. Digenti      | 0                | 0                | 0                | 0                | 0                      | 0                      | 0                      | 0                      | 0          | 0          | 0           | 0          | 0        | 0      | 0           | 0          |
| P. Diop         | 18               | 4                | 4                | 0                | 2                      | 0                      | 0                      | 1                      | 5          | 0          | 1           | 0          | 25       | 4      | 5           | 1          |
| E. Eduardo      | 0                | 0                | 0                | 0                | 0                      | 0                      | 0                      | 0                      | 0          | 0          | 0           | 0          | 0        | 0      | 0           | 0          |
| A. Gerber       | 20               | 0                | 0                | 0                | 1                      | 0                      | 0                      | 0                      | 6          | 0          | 0           | 0          | 27       | 0      | 0           | 0          |
| B. Haas         | 5                | 0                | 3                | 0                | 0                      | 0                      | 0                      | 0                      | 0          | 0          | 0           | 0          | 5        | 0      | 3           | 0          |
| M. Hodel        | 18               | 0                | 2                | 0                | 0                      | 0                      | 0                      | 0                      | 5          | 0          | 0           | 0          | 23       | 0      | 2           | 0          |
| S. Huber        | 9                | 0                | 0                | 0                | 0                      | 0                      | 0                      | 0                      | 4          | 0          | 0           | 0          | 13       | 0      | 0           | 0          |
| L. Ippoliti     | 17               | 6                | 3                | 1                | 1                      | 0                      | 0                      | 0                      | 3          | 0          | 0           | 0          | 21       | 6      | 3           | 1          |
| K. Jaggy        | 5                | 0                | 0                | 0                | 0                      | 0                      | 0                      | 0                      | 2          | 0          | 0           | 0          | 7        | 0      | 0           | 0          |
| P. Jehle        | 14               | 0                | 0                | 0                | 2                      | 0                      | 0                      | 0                      | 2          | 0          | 0           | 0          | 18       | 0      | 0           | 0          |
| D. Joller       | 1                | 0                | 0                | 0                | 0                      | 0                      | 0                      | 0                      | 0          | 0          | 0           | 0          | 1        | 0      | 0           | 0          |
| B. Kulaksızoğlu | 0                | 0                | 0                | 0                | 0                      | 0                      | 0                      | 0                      | 0          | 0          | 0           | 0          | 0        | 0      | 0           | 0          |
| S. Lichtsteiner | 0                | 0                | 0                | 0                | 0                      | 0                      | 0                      | 0                      | 0          | 0          | 0           | 0          | 0        | 0      | 0           | 0          |
| Y. Mikari       | 2                | 1                | 1                | 0                | 0                      | 0                      | 0                      | 0                      | 0          | 0          | 0           | 0          | 2        | 1      | 1           | 0          |
| G. Morales      | 9                | 0                | 1                | 0                | 2                      | 0                      | 0                      | 0                      | 5          | 1          | 0           | 0          | 16       | 1      | 1           | 0          |
| R. Núñez        | 22               | 17               | 2                | 0                | 2                      | 1                      | 0                      | 0                      | 6          | 6          | 0           | 0          | 30       | 24     | 2           | 0          |
| M. Petrić       | 16               | 5                | 1                | 0                | 2                      | 2                      | 0                      | 0                      | 5          | 1          | 0           | 0          | 23       | 8      | 1           | 0          |
| M. Schnyder     | 0                | 0                | 0                | 0                | 0                      | 0                      | 0                      | 0                      | 0          | 0          | 0           | 0          | 0        | 0      | 0           | 0          |
| R. Schwegler    | 11               | 1                | 1                | 0                | 2                      | 0                      | 1                      | 0                      | 3          | 0          | 0           | 0          | 16       | 1      | 2           | 0          |
| B. Smiljanić    | 18               | 0                | 1                | 0                | 2                      | 0                      | 0                      | 0                      | 6          | 0          | 0           | 0          | 26       | 0      | 1           | 0          |
| C. Spycher      | 21               | 1                | 7                | 0                | 2                      | 0                      | 1                      | 0                      | 4          | 0          | 0           | 0          | 27       | 1      | 8           | 0          |
| M. Tararache    | 18               | 1                | 5                | 1                | 2                      | 0                      | 1                      | 0                      | 6          | 0          | 1           | 0          | 26       | 1      | 7           | 1          |
| Ö. Çengel       | 0                | 0                | 0                | 0                | 0                      | 0                      | 0                      | 0                      | 0          | 0          | 0           | 0          | 0        | 0      | 0           | 0          |